# Raïon de Slonim
Le raïon de Slonim (en biélorusse : Слонимский район, Slonymski raïon ; en russe : Слонимский район, Slonimski raïon) est une subdivision de la voblast de Hrodna ou oblast de Grodno, en Biélorussie. Son centre administratif est la ville de Slonim.

## Géographie
Le raïon couvre une superficie de 1 470,63 km2, dans le sud de la voblast. Il est limité par le raïon de Dziatlava au nord, par la voblast de Brest à l'est (raïon de Baranavitchy) et au sud (raïon d'Ivatsevitchy et raïon de Proujany), et par le raïon de Zelva à l'ouest.

## Histoire
Le raïon de Slonim a été créé le 15 janvier 1940. À l'origine le raïon était une subdivision de la voblast de Baranavitchy, devenue voblast de Hrodna en 1954.

## Population

### Démographie
Les résultats des recensements de la population (*) font apparaître une baisse modérée de la population depuis 1959, qui s'est seulement stabilisée au cours des années 1990.
| 1959*  | 1970*  | 1979*  | 1989*  | 1999*  | 2009*  |
| ------ | ------ | ------ | ------ | ------ | ------ |
| 68 035 | 69 570 | 69 849 | 71 130 | 74 771 | 67 288 |

### Nationalités
Selon les résultats du recensement de 2009, la population du raïon se composait de quatre nationalités principales :
- 85,94 % de Biélorusses ;
- 8,32 % de Russes ;
- 2,69 % de Polonais ;
- 1,74 % d'Ukrainiens.

### Langues
En 2009, la langue maternelle était le biélorusse pour 62,95 % des habitants du raïon de Slonim et le russe pour 33,54 %. Le biélorusse était parlé à la maison par 33,54 % de la population et le russe par 58,04 %.